# Lourdes Torres
Lourdes Margarita Torres Ortiz (Guanabacoa, 29 de abril de 1940 - La Habana, 16 de agosto de 2017) fue una cantante y compositora cubana. Con solo doce años comenzó como cantante lírica en el coro de la profesora María Adams, pero sus verdaderos comienzos en los grandes escenarios fueron de la mano del reconocido compositor Ernesto Lecuona quien la apodara Comino por su pequeña estatura y a quien llamó la atención su “cálida voz” y “temperamento”.

## Biografía
Estudió solfeo, teoría, ballet, piano y canto en el Conservatorio Municipal de la calle Rastro en Centro Habana
En 1961, se incorpora como voz prima al cuarteto Los Modernistas tras la salida del mismo de Yolanda Brito. Con esta agrupación se mantuvo hasta su desintegración en 1993, fecha en que retoma su carrera como solista.
Lourdes Torres es autora de más de doscientos temas que se hicieron populares en Cuba, entre los que cabe destacar Como cualquiera, A mi entender, Fue así que te olvidé. También incursionó ocasionalmente en la actuación y la poesía y en 1991 interpretó la canción tema de los XI Juegos Panamericanos que acogió La Habana. Con sus composiciones obtuvo importantes premios en diversos certámenes musicales.
Su hija, Lourdes Libertad, fruto de su primer matrimonio con el actor Germán Barrios, es cantante y radica en la actualidad en Miami. También es cantante su nieta Jessie Riffá Beci, con quien interpretó temas musicales en programas infantiles. Las tres tuvieron una peña musical sabatina a la que nombraron “Peligrosamente juntas”.
Sus canciones son parte del repertorio de muchas otras intérpretes como Omara Portuondo, Annia Linares o Mirta Medina.
Pese a su inmensa popularidad, nunca grabó un disco como solista.
Falleció en La Habana el 16 de agosto de 2017, aparentemente como consecuencia de una insuficiencia renal.